# Jack of all trades, master of none
"Jack of all trades, master of none" (pau para toda obra, mestre em nada) é uma figura de linguagem usada em referência a uma pessoa que tem familiaridade com muitas habilidades, em vez de adquirir especialização focando-se apenas em uma.
A versão original, "a jack of all trades", é frequentemente usada como um elogio a uma pessoa que é boa em consertar coisas e possui um bom nível de conhecimento geral. Pode ser um mestre da integração: um indivíduo que sabe o suficiente de muitos ofícios e habilidades aprendidas para conseguir unir essas disciplinas de forma prática. Essa pessoa é um generalista em vez de um especialista.

## Origens
Robert Greene usou a expressão "absolute Johannes Factotum" em vez de "Jack of all trades" em seu livreto de 1592, Greene's Groats-Worth of Wit, referindo-se de forma depreciativa ao ator que se tornou dramaturgo William Shakespeare; esta é a primeira menção publicada a Shakespeare.
Alguns estudiosos acreditam que Greene estava se referindo não a Shakespeare, mas a "Resoluto" Johannes Florio, conhecido como John Florio. Eles apontaram como "Johannes" era a versão latina de John (Giovanni), e o nome pelo qual Florio era conhecido entre seus contemporâneos. O termo "absolute" é interpretado como uma rima com o apelido usado por Gregorio em sua assinatura ("resolute"), e o termo "factotum" é entendido como um termo depreciativo para secretário, função de John Florio.
Em 1612, a expressão apareceu no livro Essays and Characters of a Prison do escritor inglês Geffray Mynshul (ou Minshull), originalmente publicado em 1618, provavelmente baseado na experiência do autor enquanto esteve preso por dívidas em Gray's Inn, Londres.

## "Master of none"
O elemento "master of none" ("mestre em nada") parece ter sido adicionado no final do século XVIII; isso tornou a afirmação menos lisonjeira para a pessoa a quem é dirigida. Atualmente, "Jack of all trades, master of none" geralmente descreve uma pessoa cujo conhecimento, apesar de abrangente, é superficial em todas as áreas. Quando abreviada para apenas "jack of all trades", a frase torna-se ambígua – a intenção depende do contexto. No entanto, quando "master of none" é adicionado (às vezes como piada), o sentido é depreciativo. Nos Estados Unidos e no Canadá, a expressão é usada desde 1721.